# Imperatore di Giada

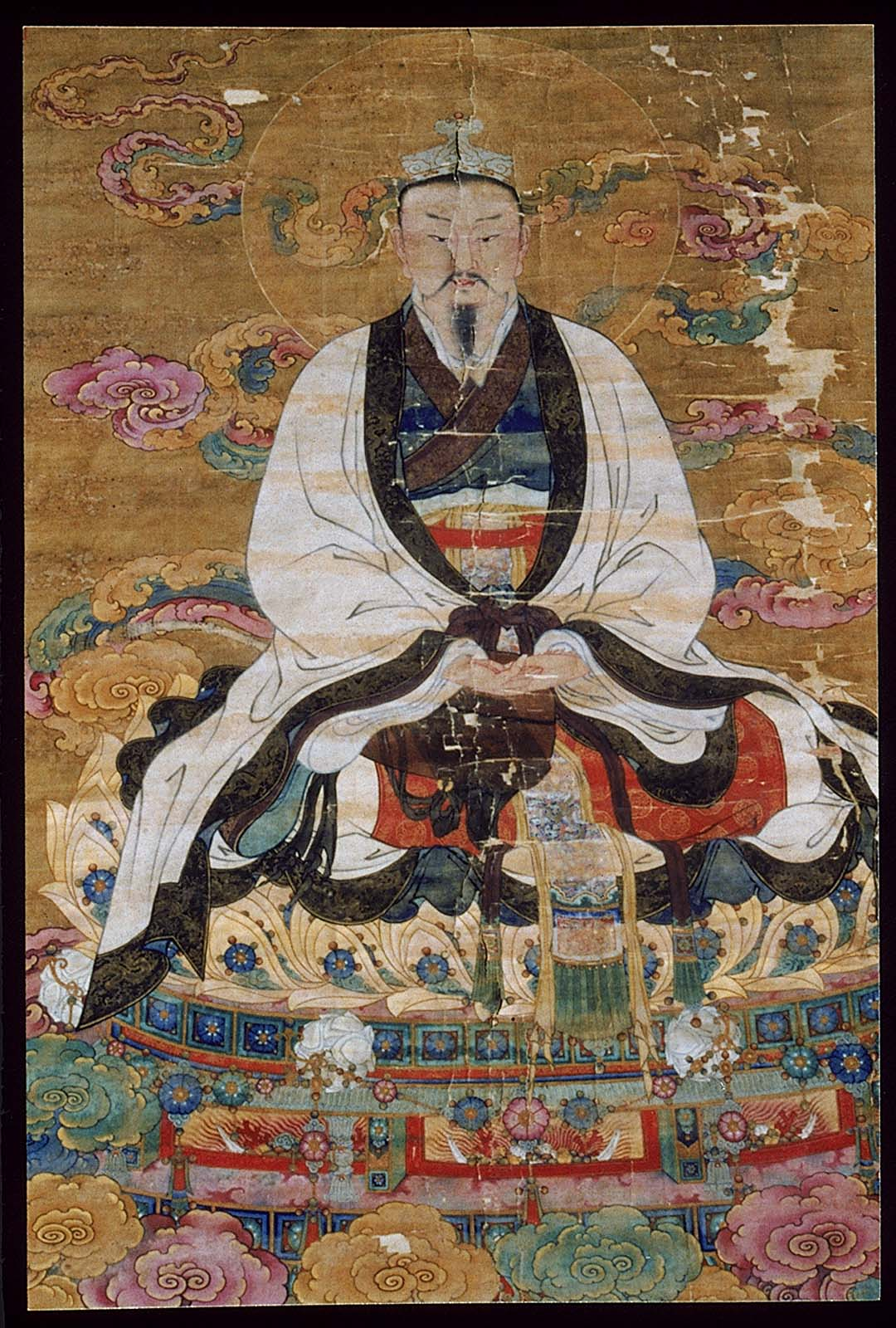
L'Imperatore di Giada - dipinto Ming su seta (XVI secolo).

L'Imperatore di Giada (玉皇S, Yù HuángP o 玉帝S, Yù DìP), informalmente conosciuto anche come Padre Cielo (天公S, Tiān GōngP) e formalmente come Puro Imperatore di Giada (玉皇上帝S, Yu Huang ShangdiP o 玉皇大帝S, Yu Huang DadiP), è il sovrano del paradiso della mitologia cinese e una delle maggiori divinità del pantheon della religione taoista, può essere considerato come il re degli dei del pantheon cinese.
Dal IX secolo, era anche il patrono della famiglia imperiale cinese, era infatti considerato il corrispondente celeste dell'imperatore terrestre. Nell'antica Cina era rappresentato come il capostipite di una burocrazia celeste.
A un cratere del satellite Rea, di Saturno, scoperto dal Voyager 2, è stato dato il nome della divinità cinese.

## Mitologia cinese
Ci sono molte storie nella mitologia cinese riguardanti l'Imperatore di Giada.

### Le origini dell'Imperatore di Giada
Una leggenda racconta che originariamente era il principe del Regno della pura Felicità e della Mistica Luce Celeste. Alla nascita emise uno straordinario bagliore luminoso che aveva invaso tutto il regno. Già in gioventù era intelligente e saggio. Spese tutta la sua giovinezza nel sostentamento dei poveri, dei sofferenti e degli ammalati, ottenendo grande rispetto e benevolenza da ogni creatura.

Successivamente il padre morì, ed egli ascese al trono. Si assicurò che nel suo regno chiunque potesse trovare pace e felicità, e fatto questo iniziò a ritirarsi su di un monte per studiare e coltivare il Tao. 

Dopo 1.750 periodi di tempo, ciascuno di 120.976 anni, ottenne l'Immortalità Dorata. Dopo altri cento milioni di anni di accrescimento, divenne finalmente l'Imperatore di Giada.

### L'Imperatore di Giada sconfigge il Male
C'è un mito poco conosciuto su come l'Imperatore di Giada divenne il capo di tutti gli dèi del paradiso. 

All'inizio dei tempi, la Terra era un luogo inospitale e non adatto alla vita. Gli uomini andavano incontro a tremende difficoltà; ma non avevano solo a che fare con una difficile sopravvivenza, ma anche con vari tipi di esseri mostruosi. 

A quest'epoca, non c'erano molte divinità a proteggere gli umani, e gli Xian (immortali) del cielo erano minacciati da potenti demoni. L'Imperatore di Giada era ancora un semplice immortale che aiutava, come poteva, gli umani sulla Terra, ma era triste poiché i suoi poteri non bastavano ad alleviare le sofferenze degli uomini. Decise così di ritirarsi su una montagna e coltivare il Tao. Lo fece per 3000 periodi di tempo, ognuno di 3 miliardi di anni.

Sfortunatamente, una potente entità del Male stava conquistando la Terra e sottomettendo gli Xian e gli dèi del cielo, per proclamare la sua sovranità sull'intero Universo. Ma anche l'entità maligna si ritirò per accrescere i suoi poteri, e dopo altri 3000 periodi di tempo di 3 miliardi di anni ognuno, tornò, reclutò un'armata di demoni e si preparò per attaccare il Cielo.

Gli Xian immortali si prepararono alla guerra, ma gli dèi non erano abbastanza potenti per respingere i demoni. In questo periodo erano i Tre Puri i sovrani degli esseri celesti.

Fortunatamente l'Imperatore di Giada concluse il suo accrescimento nello stesso periodo della guerra. Era ormai abbastanza potente per sconfiggere il Male.

Salì al cielo, constatò che la guerra stava per iniziare e che i demoni erano troppo potenti per essere sconfitti dagli dèi presenti. Decise di sfidare i demoni e la guerra iniziò. Montagne crollarono e fiumi strariparono; comunque l'Imperatore di Giada uscì dalla guerra vittorioso, grazie alla grande saggezza che aveva coltivato. Dopo aver scacciato i demoni più potenti, gli altri furono sconfitti dagli Xian e dagli dèi.

Grazie alla sua saggezza, dèi e immortali proclamarono l'Imperatore di Giada loro sovrano.

### Lo zodiaco cinese
Ci sono parecchie storie riguardanti i dodici animali dello zodiaco cinese, e su come siano stati scelti. In una leggenda, l'Imperatore di Giada, già sovrano del Cielo e della terra da parecchi anni, decise di visitare la Terra personalmente. Si stupì nell'ammirare le curiose creature terrestri. Decise di prenderne dodici, da portare al Cielo, per mostrarle agli esseri divini.
Gli animali che portò via furono: un topo, un gatto, un toro, una tigre, un coniglio, un drago, un serpente, un cavallo, una capra, una scimmia, una gallina, e un cane. Il gatto, il più bello degli animali, chiese al topo di informarlo il giorno in cui l'Imperatore di Giada sarebbe venuto a prenderli. Ma il topo, geloso della bellezza del gatto paragonata alla sua, non lo informò. Conseguentemente, il gatto non si presentò all'arrivo dell'Imperatore di Giada, e fu sostituito con il maiale. L'Imperatore di Giada, affascinato dagli animali, decise di attribuire ad ognuno di essi un anno del calendario. Quando il gatto venne a sapere cosa era successo, si arrabbiò furiosamente con il topo. La leggenda vuole spiegare anche l'origine dell'inimicizia tra gatti e topi.

### Suoi predecessori e successori
In origine l'Imperatore di Giada era assistente del Divino maestro delle Origini Celesti, Yuan-shi tian-zong. La mitologia vuole che Yuan-shi tian-zong fosse l'origine di tutto, e che avesse scelto l'Imperatore di Giada come suo successore. L'Imperatore di Giada è anche considerato successore del Maestro Divino della Porta Dorata. I volti dei due dèi sono raffigurati sui braccioli del trono dell'Imperatore di Giada.

## Venerazione e festività
Il compleanno dell'Imperatore di Giada è festeggiato durante il primo mese lunare. In questo giorno i templi taoisti svolgono un rituale in onore del dio, l'Adorazione del Cielo (拜天公 bài tiān gōng), durante il quale preti e monaci si prostrano ai piedi delle statue, bruciano incenso nei tiangong e preparano cibo votivo.
La festa del Capodanno cinese è anch'essa un giorno di adorazione: la leggenda vuole che in questo giorno l'Imperatore di Giada svolga la sua ispezione annuale delle azioni umane, per poi punire quelle maligne e ricompensare quelle benevole. Nel giorno del Nuovo Anno vengono bruciati incensi e si offrono doni all'Imperatore di Giada e al dio Zao Jun, divinità della casa e della famiglia.